# Sacisaurus
Sacisaurus é um gênero de réptil pré-histórico que viveu na região que hoje corresponde ao sul do Brasil há 225 milhões de anos, no período Triássico. A segunda parte do nome científico é em alusão à cidade onde o Sacisaurus foi encontrado, Agudo, (RS), e a primeira, uma homenagem ao Saci, famosa figura do folclore brasileiro, (uma figura em forma de menino negro que tem somente uma das pernas), porque o fóssil encontrado só tinha uma perna.

## Características

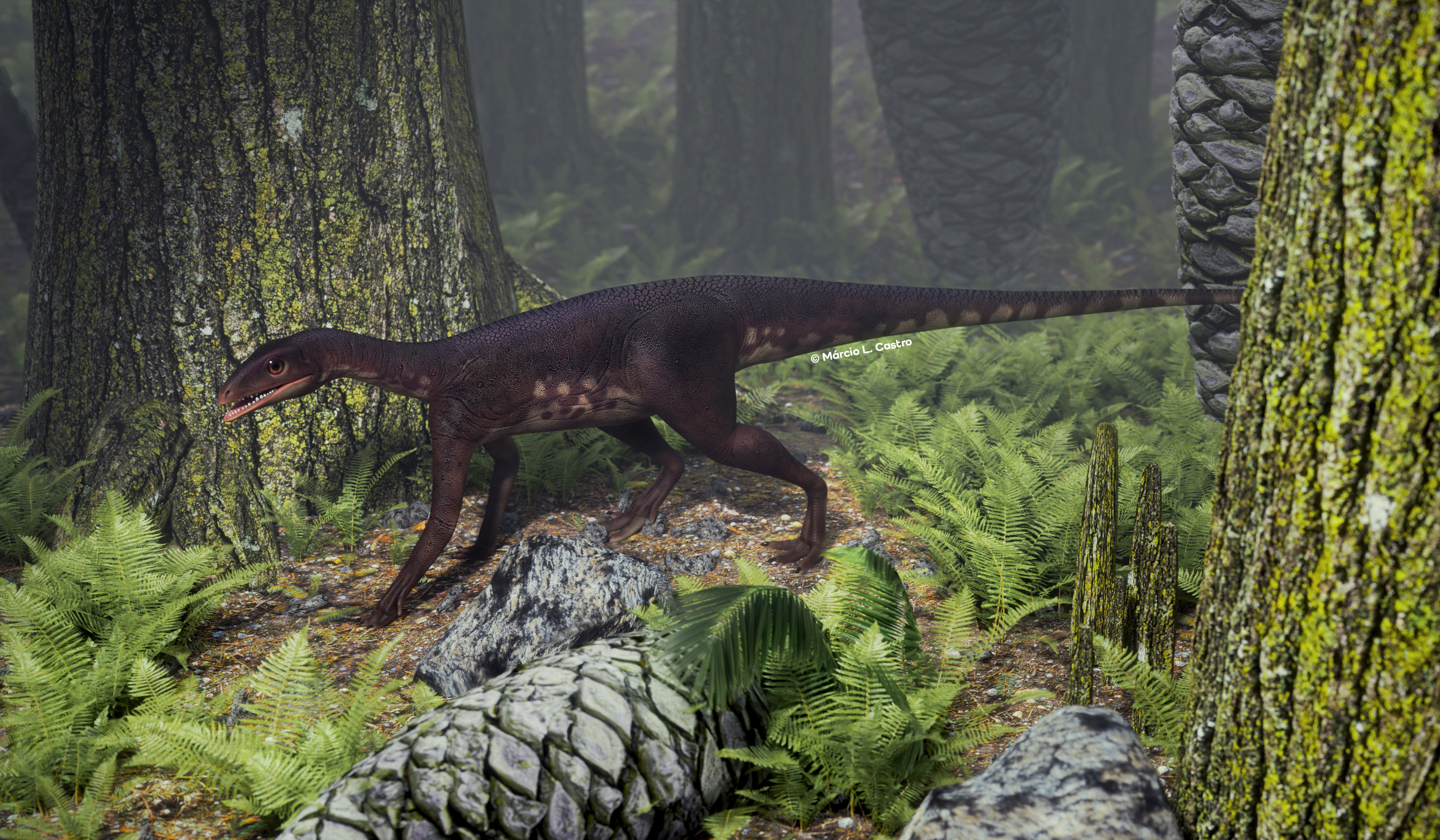
Reconstrução do Sacisaurus agudoensis em vida

O Sacisaurus tinha 1,5 metro de comprimento e 70 centímetros de altura. Pesava cerca de 10 quilogramas. Suas pernas longas e fortes sugerem que fosse um animal veloz. Segundo o paleontólogo Jorge Ferigolo, da Fundação Zoobotânica do Rio Grande do Sul, os maiores dentes do sacissauro mediriam 3 milímetros.
A mandíbula bem conservada indica que o sacissauro tinha uma boca especializada em mastigação de plantas, o que caracteriza uma alimentação herbívora.
Através da análise de algumas das suas particularidades morfológicas, é sugerida uma proximidade filogenética com o Diodorus, réptil pré-histórico semelhante que havia sido descoberto no Marrocos.

## História
No ano 2000, ao paleontólogo Jorge Ferigolo quase passou despercebido um osso que surgia num afloramento numa rocha no município de Agudo, localizado no interior do estado brasileiro do Rio Grande do Sul. A princípio, ele sabia que não havia fósseis naquele local. Entretanto, após o início das escavações, surgiu uma mandíbula, e com a continuidade do trabalho encontraram diversos ossos desarticulados de vários indivíduos. Porém, com uma curiosidade: 19 fêmures direitos e nenhum esquerdo, não se sabe o motivo. Por essa particularidade o nome Sacisaurus foi apropriadamente dado ao suposto dinossauro, descoberto integralmente em 2001.
A partir de 50 ossos verdadeiros, cientistas conseguiram montar um esqueleto e imaginar como ele teria vivido. O fóssil foi apresentado pela primeira vez no 2º Congresso Latino-Americano de Paleontologia de Vertebrados em 2005.
Inicialmente, o Sacisaurus foi classificado como um dinossauro do grupo dos ornitísquios (um dos dois grandes grupos em que se dividem os dinossauros, Saurísquios e Ornitísquios). Mas, devido à sua anatomia diferente de qualquer outro ornitísquio, o artigo científico assinado por Jorge Ferigolo e Max Langer (USP de Ribeirão Preto) foi rejeitado duas vezes antes de ser aceito para publicação pelo periódico "Historical Biology". Uma das fortes características dos ornitísquios é o "bico" curvo e sem dentes, o osso pré-dentário. No Sacissauro, esse osso é duplo e sugeria que o animal fosse um ornitísquio primitivo que estaria no meio do caminho da formação do pré-dentário.
Após o trabalho de cientistas paulistas e gaúchos, o anúncio da descoberta da nova espécie de dinossauro foi feito no dia 1 de novembro de 2006 na USP de Ribeirão Preto, onde os ossos foram identificados, além de ser publicado na revista britânica de biologia histórica Historical Biology: A Journal of Paleobiology em 30 de outubro de 2006.

## Reclassificação
Tudo indicava que se tratasse de um membro primitivo dos ornitísquios. Um novo exame do fóssil, porém, sugeriu que o sacisaurus não fosse um dinossauro de fato.
Um estudo realizado na USP de Ribeirão Preto pelo doutor Jonathas Bittencourt, ironicamente pupilo de um dos descobridores do Sacissauro, o doutor Max Langer, revela que o animal não era um dinossauro, mas um réptil de linhagem diferente, embora ancestral.
"Para a minha infelicidade, vou ter de assumir que não dá mais", diz Max Langer, um dos descobridores do Sacissauro.
Jonathas Bittencourt, então aluno de doutorado de Langer, apresentou os resultados que levaram à reclassificação da criatura durante o 7º Simpósio Brasileiro de Paleontologia de Vertebrados, no Rio.
Em sua tese analisou a árvore genealógica dos dinossauros mais antigos, que viveram há cerca de 220 milhões de anos. Descobriu que a mandíbula sem alguns dentes (traço típico de ornitísquios) do Sacissauro evoluiu de forma independente. Isso indica que, na verdade, ele pertenceu a um grupo de répteis distinto.
Sua pesquisa, porém, sugere que dois dinossauros de baixa estatura do Brasil (com cerca de 1 m) são ancestrais de boa parte das espécies que surgiram depois. São o Guaibasaurus, mais primitivo, carnívoro, e o Saturnalia, primeiro herbívoro com pescoço grande.